# Estela Medina
Estela Medina, née à Montevideo le 13 février 1932, est une personnalité du théâtre uruguayen.
Elle est l'élève de l'actrice républicaine espagnole Margarita Xirgu et fait partie de la première génération de l'EMAD, célèbre académie de théâtre de Montevideo.

## Biographie
Estela Medina naît et grandit à Montevideo. Elle intègre l'École multidisciplinaire d'art dramatique Margarita Xirgu, fondée en 1949. Elle débute dans cette institution en 1950 en jouant dans Roméo et Juliette.

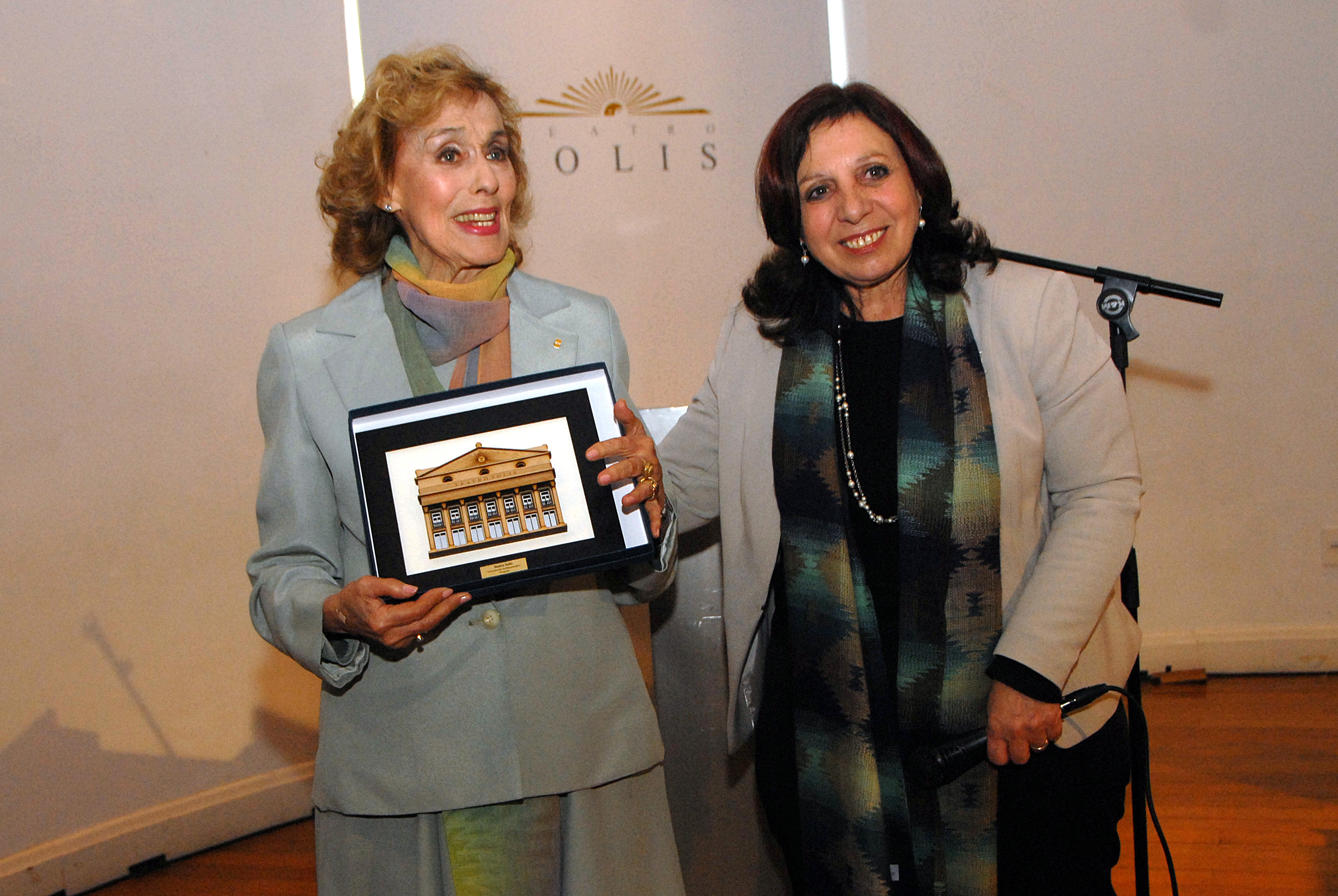
Estela Medina avec Ana Olivera, maire de Montevideo, lors de l'inauguration de la salle du Théâtre Solís qui porte son nom (2015).

En 1950, elle entre à la Comedia Nacional, scène théâtrale officielle de l'Uruguay. Elle fait partie de la première génération d'actrices et d'acteurs de l'institution, avec notamment China Zorrilla et Taco Larreta. 
Dans sa carrière, elle joue notamment La Cerisaie d'Anton Tchekhov, Le Cardinal d'Espagne d'Henry de Montherlant, Une maison de poupée d'Henrik Ibsen, Voces de gesta de Ramón María del Valle-Inclán (en 1967), La zapatera prodigiosa de Federico García Lorca (1972), Phèdre de Jean Racine (1973), ou encore Mephisto d'Ariane Mnouchkine et Le Tartuffe de Molière.
En 1977 et 1978, elle effectue une tournée mondiale dans un spectacle personnel intitulé Retablo de Vida y Muerte, qu'elle présente notamment en Espagne, en France, en Italie, au Portugal, aux Pays-Bas, au Royaume-Uni, aux Etats-Unis et en Amérique latine. 
Elle quitte la Comedia Nacional en 2008, après 58 ans de carrière, avec Noces de sang de Federico García Lorca sous la direction de Mariana Percovich. Il s'agit d'une pièce dans laquelle elle joua à ses débuts, avec Margarita Xirgu et China Zorrilla.
Elle poursuit néanmoins son travail au Théâtre Solís de Montevideo en 2009 avec L'Amante anglaise de Marguerite Duras, puis en 2011, dans Sonate d'automne d'Ingmar Bergman.
En 2013, elle joue dans Quartett, de Heiner Müller, puis Ritter, Dene, Voss de Thomas Bernhard en 2014.
Le 18 avril 2015, elle présente Ellas por Ella, un florilège d'œuvres de poètes uruguayens, à Grenade, en Andalousie, durant les VIe Journées du Républicanisme espagnol, un festival durant lequel elle évoque la figure de son mentor Margarita Xirgu.
En 2017, elle présente à Saint-Sébastien, au Pays basque, Solo una actriz de teatro, une œuvre sous la forme de monologue dédiée à Margarita Xirgu.

## Distinctions officielles
- Chevalier de l'ordre des Arts et des Lettres (France, 2005[14])
- Officier de l'ordre d'Isabelle la Catholique (Espagne, 2011[15])